# 山谷清志
山谷 清志（やまや きよし、1954年4月25日 - ）は、日本の政治学者。同志社大学政策学部教授。専門は行政学、政策評価論、行政責任論。今村都南雄に師事。

## 来歴

### 学歴
- 1954年 - 青森県青森市寺町46番地に生れる。
- 1961年 - 私立聖マリヤ幼稚園卒園。
- 1967年 - 青森市立橋本小学校卒業。
- 1970年 - 青森市立野脇中学校卒業。
- 1973年 - 青森県立青森高等学校卒業。
- 1978年 - 中央大学法学部政治学科卒業。
- 1982年 - 中央大学大学院法学研究科博士前期課程修了（法学修士）。
- 1988年 - 中央大学大学院法学研究科博士後期課程単位取得退学。
- 2000年 - 博士（政治学）（中央大学）[1]。

### 職歴
- 1987年-1990年 - 行政管理研究センター研究員
- 1990年-1991年 - 広島修道大学法学部国際政治学科専任講師
- 1991年-1994年 - 広島修道大学法学部国際政治学科助教授
- 1995年-1998年 - 広島修道大学法学部国際政治学科教授
- 1998年-2002年 - 岩手県立大学総合政策学部教授
- 2002年-2003年 - 外務省経済協力局評価室長
- 2003年-2004年 - 外務省大臣官房考査・政策評価官
- 2004年 -  同志社大学政策学部・大学院総合政策科学研究科教授

## 著書

### 単著
- 『政策評価の理論とその展開』（晃洋書房、1997年）
- 『政策評価の実践とその課題』（萌書房、2006年）
- 『政策評価』（ミネルヴァ書房、2012年）
- 『日本の政策評価』（晃洋書房、2025年）

### 編著
- 『公共部門の評価と管理』（晃洋書房、2010年）
- 『男女共同参画政策』（共編著 晃洋書房、2015年）

### 共著
- 西尾勝・村松岐夫編 『市民と行政（講座行政学 第6巻）』（有斐閣、1995年）
- 佐々木信夫編 『政策開発』（ぎょうせい、1998年）
- 新藤宗幸編 『住民投票』（ぎょうせい、1999年）
- 西尾勝編 『行政評価の潮流』（財団法人行政管理研究センター、2000年）
- 今村都南雄編 『日本の政府体系』（成文堂、2002年）
- 福田耕治・真渕勝・縣公一郎編 『行政の新展開』（法律文化社、2002年）
- Furubo, Jan-Eric, Rist, Ray C., Sandahl,Rolf, eds.,International Atlas of Evaluation （New Brunswick,Transaction Publishers、2002）
- 今川晃編 『自治体の創造と市町村合併』（第一法規、2003年）
- 西尾隆編 『住民コミュニティとの協働（自治体改革9）』(ぎょうせい、2004年）
- 村松岐夫編 『公務改革の突破口』（東洋経済新報社、2008年）
- 湊直信・藤田伸子編 『開発援助の評価とその課題』（財団法人国際開発高等教育機構、2008年）
- 足立幸男編 『持続可能な未来のための民主主義』（環境ガバナンス叢書８、ミネルヴァ書房、2009年）
- 新川達郎編 『政策学入門』（法律文化社、2013年）
- Adachi,Yukio,et.al. eds., Policy Analyasis in Japan, (Policy Press, 2015)

## 所属学会
- 日本評価学会（元会長）[2]
- 日本政治学会
- 日本行政学会（理事、2000～2002年）[3]
- 日本公共政策学会（関西支部支部長、2012～2014年）
- 日本オンブズマン学会